# زیست‌جوره
زیست‌جوره (انگلیسی: Biovar) در میکروبیولوژی، سویه متفاوتی از پروکاریوتها است که از نظر فیزیولوژیک یا زیست‌شیمی از دیگر سویه‌ها متفاوت باشد.
ریخت‌جوره (Morphovar یا morphotype) به سویه‌هایی گفته می‌شود که از نظر چندریختی متفاوت هستند.
سروتیپ (سروم‌جوره، Serovar یا serotype) آن سویه‌هایی هستند که ویژگی‌های پادگنی آنها از دیگر سویه‌ها متفاوت است.